# Vittoria Casa
Pour les articles homonymes, voir Casa.
Vittoria Casa, née le 1er mai 1958 à Bagheria, est une femme politique italienne.

## Biographie
Elle est diplômée en langues et littérature étrangères de l'université de Palerme et professeur de français.
Membre du Mouvement 5 étoiles (M5S), elle est élue députée lors des élections générales de 2018.
Le 21 juin 2022, elle quitte le M5S pour rejoindre le groupe Ensemble pour le futur dirigé par Luigi Di Maio. 